# Rotrou III du Perche
Pour les articles homonymes, voir Rotrou (homonymie).
Rotrou III, tué à Rouen en 1144, fils de Geoffroy II de Mortagne, comte de Mortagne, puis du Perche, et de Béatrice de Montdidier, fut comte du Perche de 1100 à sa mort.

## Biographie
Il commença par accompagner son oncle Ebles II, comte de Roucy, en Espagne pour combattre les Maures aux côtés d'un autre oncle Sanche Ier, roi d'Aragon et de Navarre. Puis il s'engagea dans la première croisade, sous les ordres de Robert Courteheuse. Il s'illustra au siège d'Antioche, puis à la prise de Jérusalem. Son père mourut alors qu'il était encore en Terre sainte.
Peu après son retour, un conflit éclate entre le roi Henri Ier d'Angleterre et son frère le duc Robert Courteheuse. Rotrou soutient Robert Courteheuse, tandis que son ennemi Robert II de Bellême soutient Henri. Vaincu par Robert, Rotrou se rallie à Henri et épouse Mathilde, une de ses filles illégitimes. Mais la lutte contre le seigneur de Bellême continue, ravageant les terres, si bien que les deux belligérants furent excommuniés. Rotrou fit rapidement amende honorable.
En 1111, il combat sous la bannière d'Henri Beauclerc contre le roi de France, pour qui combattent le comte d'Anjou et le sire de Bellême. Capturé, Rotrou restera prisonnier de Bellême pendant quelque temps, et Mortagne-au-Perche sera incendié durant sa captivité.
En 1112, il repart en Espagne et combat pour le compte de son cousin germain le roi Alphonse Ier d'Aragon-Navarre, mais il doit rentrer rapidement pour défendre le Perche, envahi par Guillaume III Gouët. De retour en Espagne de 1115 à 1118, il aide Alphonse à reconquérir le royaume de Navarre qui s'était révolté, et il reçoit le gouvernement de la cité de Tudela, conquise sur les musulmans en 1119.
En 1120, il devient veuf lorsque son épouse, Mathilde meurt dans le naufrage de la Blanche-Nef.
En 1130 il renforce ses intérêts en Navarre par le mariage de sa nièce Marguerite de l'Aigle avec le prince Garcia de Navarre. Il favorise en 1134 l'election de ce dernier au trône de Navarre.
En 1135, le roi Henri Ier Beauclerc meurt, et sa succession est revendiquée à la fois par son neveu Étienne de Blois et sa fille Mathilde, mariée à Geoffroy Plantagenêt, comte d'Anjou. Une guerre s'ensuivit. D'abord partisan d'Étienne, Rotrou organise en 1141 une réunion des seigneurs normands qui se rallient massivement à Mathilde et à Geoffroy. Ce dernier commence la conquête de la Normandie, et met le siège devant Rouen. C'est là que Rotrou fut tué d'une flèche, en janvier 1144.

## Mariages et enfants
Il eut une première épouse dont l'histoire n'a rien retenu. Elle donna naissance à :
- Béatrice, mariée à Renaud IV de Château-Gontier, seigneur de Château-Gontier.

Il se remaria en 1103 avec Mathilde († 1120), fille illégitime d'Henri Ier Beauclerc, roi d'Angleterre, et de sa concubine Édith. En dot, Rotrou obtient deux manoirs anglais de son beau-père : Aldbourne et Wanborough, situés sur la frontière est du comté de Wiltshire, dans les prairies qui dominaient la vallée de White Horse. Ils eurent :
- Philippia, mariée à Élie II d'Anjou (1115-1151), comte du Maine ;
- Félicie.

Mathilde périt le 25 novembre 1120 dans le naufrage de la Blanche-Nef. Il se remaria avant 1126 avec Harvise d'Évreux, fille de Gautier d'Évreux, baron de Salisbury et de Sybille de Chanoit. Ils eurent :
- Rotrou IV († 1191), comte du Perche ;
- Geoffroy.

Il laissa en outre deux fils illégitimes :
- Bertrand, comte de Gravina en Italie du Sud ;
- Étienne (c. 1140 - 1169), chancelier du royaume de Sicile et archevêque de Palerme.

## Sources
- Foundation for Medieval Genealogy : comtes du Perche.
- France Balade Comtes du Perche.